# Vilhelm Rappe
Curt Vilhelm Rappe, född 10 oktober 1863 i Kärda församling, Jönköpings län, död 21 april 1939, i Engelbrekts församling, Stockholm var en svensk friherre och militär.

## Biografi
Rappe blev underlöjtnant vid Bohusläns regemente 1884 och utnämndes 1904 till major vid generalstaben. 1912 blev Rappe överste och chef för Jämtlands fältjägarregemente, en post han behöll fram till 1918. 1918 blev Rappe generalmajor och kommendant i Bodens fästning och fortsatte där till sin pension 1928. 1925 blev Rappe generallöjtnant. Rappe blev ledamot av första klassen av Krigsvetenskapsakademien 1928.
Vilhelm Rappe var son till friherren ryttmästare Johan Axel Gustaf Rappe och Eugenie von Platen. Han var far till domkyrkokomminister Axel Rappe.

## Utmärkelser

### Svenska utmärkelser
- Kommendör med stora korset av Svärdsorden, 6 juni 1930.[4]
- Kommendör av första klassen av Svärdsorden, 6 juni 1918.[5]

### Utländska utmärkelser
- Riddare av andra klassen av Ryska Sankt Annas orden, senast 1925.[6]
- Riddare av tredje klassen av Preussiska Röda örns orden, senast 1925.[6]